# Liesbeth Kamerling
Liesbeth Frederiek Kamerling (Gouda, 1 december 1975) is een Nederlands actrice.
Kamerling volgde vwo aan het Coornhert Gymnasium in Gouda, en studeerde daarna onder meer economie en psychologie aan de Universiteit van Amsterdam. Vervolgens begon ze acteerlessen te nemen aan De Trap.
Als actrice speelde ze Daantje Mus in Goede tijden, slechte tijden en in films als Phileine zegt sorry en Science Fiction. In 2007 was ze een van de deelnemers aan de zevende serie van Wie is de Mol? van de AVRO. In de tweede aflevering viel ze af. In 2008 speelde ze in de film Panman, Rhythm of the Palms, de eerste op Sint Maarten opgenomen speelfilm. Tevens heeft ze in dit jaar een rol in de Nederlandse horrorfilm Lenteveld.
Ze had ook een hoofdrol in de waargebeurde thriller Stille Nacht, over een Utrechtse verkrachter. In 2012 deed ze mee aan Sterren Springen op Zaterdag, waarin ze tot de halve finale kwam.
Kamerling heeft een zus, Anique en twee broers, Kristiaan en Antonie (overleden in 2010) die eveneens acteur was.
Kamerling werd geboren als lid van de Nederland's Patriciaatsfamilie Kamerling en dochter van Anton Frederik August (Freek) Kamerling (1940-2019), oprichter van Dille & Kamille, en jkvr. Wilhelmina Anne Marie (Ammie) van Nispen. Ze is sinds juni 2010 gehuwd met Frans Pahlplatz, met wie ze drie zonen heeft.